# 奥尔福德 (佛罗里达州)
奥尔福德（英語：Alford），是美国佛罗里达州傑克遜縣下属的一座城镇。建立于1911年。面积约为3.4平方公里（约合1.3平方英里）。根据2010年美国人口普查，该市有人口489人。论人口在本州排行第370。